# Un fils (film, 2019)
Pour les articles homonymes, voir Un fils.
Pour plus de détails, voir Fiche technique et Distribution.
Un fils (arabe : بيك نعيش, soit Bik Eneich) est un film tuniso-franco-qataro-libanais, réalisé par Mehdi Barsaoui et sorti en 2019.

## Synopsis
En 2011, Farès, un chef d'entreprise tunisien travaillant en France passe un séjour avec sa femme tunisienne Mériem dans le sud de la Tunisie alors que la situation à la frontière libyenne est tendue. Tandis qu'ils remontent vers le nord en voiture avec leur fils Aziz, ils sont pris dans une embuscade terroriste, leur voiture s'échappe mais Aziz est gravement blessé à l'abdomen.
Arrivé à l'hôpital de Tataouine, l'état du garçon de onze ans est critique, le foie est presque entièrement perdu et une greffe est la seule solution. Les deux parents passent un test de compatibilité, Mériem n'a pas le bon groupe sanguin mais le résultat de Farès est un coup de massue, il n'est pas le père de l'enfant. La liste d'attente officielle des foies est longue. Une course contre la montre se déroule pour retrouver le père biologique car, en Tunisie, la greffe d'organe volontaire n'est permise que dans le cercle familial. Cependant, cette demande implique aussi l'accusation d'adultère de Mériem.
Mais Mériem a perdu la trace de son amant depuis dix ans et doit en plus faire face aux reproches de son mari qui ne veut plus lui adresser la parole. Ce dernier est contacté par un trafiquant d'organes qui s'approvisionne en Libye et qui utilise la corruption des autorités tunisiennes pour diriger une clinique privée contournant la loi. Farès finit par accepter le marché mais tout ne se déroule pas comme prévu, la vie de son fils ne tenant plus qu'à un fil.

## Fiche technique
- Titre : Un fils
- Titre original : بيك نعيش (Bik Eneich)
- Réalisation : Mehdi Barsaoui
- Scénario : Mehdi Barsaoui
- Décors : Sophie Abdelkafi
- Costumes : Randa Khedher
- Photographie : Antoine Héberlé
- Montage : Camille Toubkis
- Musique : Amine Bouhafa
- Production : Habib Attia, Marc Irmer et Chantal Fischer
  - Coproduction : Cyrille Perez, Gillez Perez, Étienne Ollagnier, Sarah Chazelle, Faycal Hassairi, Georges Shoucair, Myriam Sassine et Antoine Khalife
- Société de production : Cinétéléfilms, Dolce Vita Films et 13 Production
- Sociétés de distribution : Jour2fête
- Pays d'origine :  Tunisie,  France,  Qatar,  Liban
- Langue originale : français et arabe
- Format : couleur
- Genre : drame
- Durée : 96 minutes
- Dates de sortie :
  - Italie : 31 août 2019 (Venise)
  - Belgique : 1er octobre 2019 (Namur)
  - France : 24 octobre 2019 (Montpellier) ; 4 mars 2020 (en salles)
  - Tunisie : 30 octobre 2019 (Carthage)

## Distribution
- Sami Bouajila : Fares, le père
- Najla Ben Abdallah : Meriem, la mère
- Youssef Khemiri : Aziz, le fils
- Noomene Hamda : Dr Dhaoui
- Qassine Rawane : D108
- Slah Msadek : l'homme d'affaires
- Mohamed Ali Ben Jemaa : Sami
- Jihed Cherni

## Critique
- En France, le film obtient une note moyenne de 3,8⁄5 sur le site Allociné, qui recense 21 titres de presse[3].
- Le site culturel aVoir-aLire.com souligne les qualités scénaristiques du film, « une tragédie cornélienne, qui tout à la fois déroule la crise d'un couple, les émois politiques et religieux de la Tunisie, la folie du terrorisme et la question de la filiation », le qualifiant de « saisissant et profond »[1].
- Le magazine Télérama reconnaît également le caractère authentique de ce drame, « une poignante radiographie d'un pays en proie au chaos »[2].

## Distinctions
- Mostra de Venise 2019 : Meilleur acteur (section Orizzonti) pour Sami Bouajila
- Festival international du film du Caire 2019 : Arab Cinema's Horizons Award
- Festival du film de Hambourg 2019 : Meilleur film
- Kosmorama 2019 : Meilleur jeune réalisateur
- Lumières 2021 : Meilleur acteur pour Sami Bouajila
- César 2021 : Meilleur acteur pour Sami Bouajila[4]